# My Little Pony
My Little Pony (traduzido como Meu Pequeno Pônei, e vendido como Meu Querido Pônei no Brasil antigamente) é uma franquia de mídia e brinquedos estadunidense que foi lançada em 1983. Foi desenvolvida pela Hasbro. Inicialmente o alvo fora o público infantil, principalmente as garotas, entre 3 e 8 anos de idade.
A franquia é principalmente baseada na linha de bonecos de pôneis, que foi criada por Bonnie Zacherle, Charles Muenchinger e Steve D'Aguanno, em 1983. Seu sucesso gerou série de desenhos animados e licenciamento de produtos, como roupas, materiais de escritório e artigos de papelaria, além de outras menores marcas; pôneis foram caracterizados por corpos coloridos, crinas longas e caudas feitas de pêlo de nylon e marcas exclusivos nas laterais (referido desde 2003, como "cutie marks").
Após a introdução do original "My Pretty Pony" em 1981, "My Little Pony" foi lançado em 1983 e a linha tornou-se popular na década de 1980, entre 1983 e 1995 (1992 nos EUA), tendo inspirado especiais de animação, um filme de animação e uma série animada para televisão.
As vendas da marca aumentaram muitas vezes com a introdução da quarta geração da franquia, que começou com o sucesso da série animada de televisão de 2010 (que foi parodiada como a propaganda Pôneis Malditos da Nissan em 2011). A marca arrecadou bilhões de dólares em vendas no varejo de 2014 e 650 milhões de dólares em varejo em 2013.
Após algumas pesquisas e discussões foi comprovado que socialmente My Little Pony se assemelha a uma sociedade estamental, com bases que os pôneis inferiores nunca conseguem subir de classe social.

## Brinquedos e mercadorias
Os brinquedos e produtos de mercado, foram divididas por uma linha original My Pretty Pony, lançado em 1981, e das quatros linhas relançadas, por encarnações ou gerações, entre 1983-1995 (primeiramente), entre 1997-1999 (segundário), entre 2003-2009 (terciário), entre 2010-2021 (quaternário), a partir de 2021 (atualmente).

### My Pretty Pony (1981-1983)
Em 13 de julho de 1981, a empresa Hasbro, saiu primeiramente, os bonecos dos pôneis, que pode ser denominado: My Pretty Pony. Seu corpo é marrom, plástico duro e medidas sobre 25 cm de altura, sua juba é loira. Em uma segunda edição Beautiful Baby, é acompanhado por um pônei menor. Em uma terceira versão de My Pretty Pony, pêssego com cabelo rosa e os corações da mesma cor no topo das colinas.

### Primeira geração (1983-1995)
A linha da primeira geração de My Little Pony, que estreou em 1983, e em seus primeiros pôneis, entraram pôneis terrestres (Earth Pony). Logo, a série tem crescido por mais pôneis, bem como pôneis - pégasos, pôneis - unicórnios, pôneis de bosque (Flutter Pony - menor e mais magro que pégasos, a asa se movelha como asas da borboleta) e pôneis marinhos (Sea Pony). Os pôneis masculinos, chamados de "Big Brother Pony", foram um pouco mais fortes e se assemelhava a seus cavalos Clydesdale.
Isto foi seguido por várias séries de pôneis modificados. Em 1983, apareceram os primeiros "Rainbow Pony", seguido por diversas variações tais como "So-Soft Pony", com a flocagem, fur-like "Eye-Twinkle-Ponies", com jóias strass nos olhos, "Twice-As-Fancy Ponies", com amostras de corpo inteiro ou a "Brush'n' Grow Ponies", com crina longa extra e cauda. Além disso, os "Pony Friends", animais apareceu em um design personalizado para os pôneis, como um leão, uma girafa, um canguru, ou uma zebra e "Baby Ponies" em uma forma menor do que os primeiros pôneis publicados agora deve representar suas mães.
A primeira geração de pôneis, foi produzido por dez anos em 1982 até 1992 nos EUA e vendidos em todo o mundo até 1995. O décimo ano foi anunciado como "My Little Pony - 10° Aniversário" nos EUA.

#### Ordem de correspondência
Cada pacote, cupom impresso que sevia para pontos corridos (Horseshoe Point) dos pôneis, o que poderia se transformado em um desconto, quando você compra mais cupons específicos, que estão disponíveis apenas por correspondência. A ordem de correspondência, trabalharam nos EUA e Reino Unido. A maioria disponível deste modo foi pôneis na formar de kits, ou pertenciam a uma série única, tais como: Birthflower Pony - 12 figuras semelhantes e estilizados nos meses de um ano correspondente.

#### Edições internacionais
Em alguns países, os pôneis foram importados na China, localmente em Hong Kong, mas eles foram produzidos localmente. Estes países são: Argentina, Brasil, França, Grécia, Índia, Itália,
Macau e Espanha. Alguns dos pôneis produzidos localmente são ligeiramente diferentes (por exemplo: a cor do cabelo ou dos olhos) de suas contrapartes internacionais, criando assim novas variações.

#### Petite Pony
Petite Pony, eram pôneis muito pequenos, que foram oferecidos em vários bonecos entre 1989 e 1991. Eles diferem no design dos pôneis, significativamente. Eles tiveram que pentear ou pérola as crinas ou pinta os corpo. Sob cada pônei de um casco foi gravado, que serviu como uma espécie de chave para várias funções dos jogos. Estes pôneis não tinha um nome oficial, e muitos tiveram o mesmo símbolo da borda. Além disso, a série consistia em pôneis pégasos e terrestres.

#### Dream Beauties
Dream Beauties eram maiores, personalizados construídos por figuras de plástico duros, que foram comercializados nos anos de 1989 a 1990 Em contraste com os pequenos pôneis se assemelhavam em aparência aos cavalos normais e tinha pouco ligado às pérolas. Os Highflying Beauties tinha grandes asas multicoloridas.

#### My Little Kitty/Puppy/Bunny
No início de 1990, vários bonecos com gatos, cães e coelhos, foram vendidos sob o logotipo My Little Pony da Hasbro. Cada um destes Lil 'Litters - conjuntos que consistem de uma mãe, com o corpo flocado; duas figuras de plástico de bebê pequenos, e um pequeno pente.

#### Mercadoria
A marca  My Little Pony  inclui muitos produtos que fazem deste nome. Portanto, não havia roupas de cama, decorações, brinquedos de pelúcia, quebra-cabeças, roupas ou conjuntos diferentes do brinquedo. Mesmo itens incomuns apareceram, como um pomander ou duas máquinas de costura. No Japão, publicada exclusivamente vários chaveiros. História em quadrinhos com aventuras desses pôneis, que foram publicadas.

#### 25º aniversário
O 25º aniversário, houve uma nova produção de pôneis originais: Blue Belle, Butterscotch, Cotton Candy, Snuzzle, Blossom und Minty. Ebenso die Rainbow-Ponys Moonstone, Parasol, Skydancer, Starshine, Sunlight e Windy.

#### Takara Ponies
Em 1984, a empresa japonesa Takara apresentou duas séries de pôneis: Osharena Pony (おしゃれなポニー, Osharena) e Kawaii Pony (かわいいポニー, Kawaii). Estatuetas pertencentes a estas séries representadas por versões antropomórficas de pôneis, estavam disponíveis apenas no Japão.

### Segunda geração (Friendship Gardens) (1997-1999)
Em 1997, a segunda geração foi introduzida. As poses foram alteradas, os olhos eram feitos de strass, e as cabeças eram móveis. Os pôneis foram um pouco menor e mais fino e tem pernas mais longas do que a produção a partir de 1982. Esta geração não foi bem sucedida nos EUA e foi criado em 1997, em outros países, essa geração foi ainda produzido por mais alguns anos. No elenco principal, pôneis terrestres e alguns pôneis unicórnios, foram liberados. Fora os EUA, alguns pôneis pégasos, foram produzidos no início de 2000, com asas destacáveis. Houve também dois pôneis bebês (Baby Ponies), mas eles também não foram vendidos nos EUA.

#### Mercadoria
Havia uma série de mercadorias, por exemplo, uma casa de campo e um castelo. Na Europa, havia produtos como "Bean Bag" - brinquedos de pelúcia, chaveiros, livros, roupas, perfumes, papéis de embrulho e livros para colorir. Em um jogo para o PC, Friendship Gardens, que poderia manter um pônei cuidado, nos vários "mini-jogos".

### Terceira geração (Ponyville) (2003-2009)
A terceira geração foi introduzida em 2003 até 2009. Pôneis terrestres apareceu em 2005, os pôneis pégasos e os pôneis unicórnios, apareceram em 2006. Muitos dos pôneis originais foram reeditados em mudar. A maioria dos pôneis, tinha sinais foscos ou brilhantes perolados nas partes traseiras, os chamados, "cutie marks". Os primeiros cavalos produzidos, tinha provocado um ímã no casco, as ações específicas dos brinquedos. No entanto, estes ímãs foram tão fortes que podem danificar alguns dispositivos eletrônicos em contato prolongado, e portanto, não está incluído em produções posteriores.
Desde a produção de esta geração começou nos EUA e na Europa, ao mesmo tempo, alguns pôneis e breezies (pequenos pôneis fadas) típicos não estavam disponíveis em todos os países também.
Na visão da marca de fãs mais velhos, Hasbro, preparou, uma série de pôneis de designer conhecido como Arts Ponies (parte do qual foi concebido por artistas farmosos, como por exemplo: Junko Mizuno). Para conseguir os números de vendas brancas, desprovidos de quaisquer elementos gráficos, destinados a pessoas que manuseiam um pônei.

#### Correspondência
Até o final de 2005, a embalagem com Point Pony, foram fornecidos, poderia coletar para obter os pôneis exclusivos. Esta correspondência, terminou em 31 de janeiro de 2006.

#### Mercadoria
Durante a terceira geração, houve uma abundância de produtos de mercadoria. Lençóis, toalhas, roupas, acessórios de escritório e escola. Para parque temáticos, pôneis de pelúcia, foram produzidos para máquinas de guindaste. Para o mercado australiano, havia pôneis especiais como Rainbow Dash, Minty, Sweetberry ou Kimono, que foi premiado como um prêmio em restaurantes Red Rooster. Foram troduzidos brindes para restaure notes de fast-food como Mc Donald's e diferentes pôneis foram adicionados ao mecardo infantil.
O que era verdade de muitos personagens de desenhos animados da década de 1980, também foi implementado para a série "My Little Pony". Assim, havia várias camisetas, com estampas de pôneis da primeira geração, em um estilo retro com slogans como "Livin in the 80's" ou 'Eu amo Rainbows'.

#### Core 7
2009, foi redesenhado e uma limitação em sete personagens principais. Esses chamados "Core 7" foram Cheerilee, Toola-Roola, Pinkie Pie, Rainbow Dash, Scootaloo, Sweetie Belle e Star Song. O cabelo foi mudado, o corpo dos pôneis foram reduzidos e deixe as cabeças e os olhos parecem em um pouco inocente sobre os pôneis. Para dar o pôneis mais personalidades, algumas relações de família foram introduzidos: Cheerilee, tem uma irmã Scootaloo.

### Quarta geração (A Amizade É Mágica) (2010-2021)
A última geração da linha de brinquedos, My Little Pony: A Amizade é Mágica, baseado na série de televisão, lançado em 2010. A geração conta a história de um unicórnio Twilight Sparkle, aluna da Princesa Celestia, uma alicórnio, governante de Equestria, um país fictício, onde situa, e de seu assistente, o dragão bebê chamado Spike. Twilight, inicia não gosta de socializar com outros pôneis, mas quando a "NightmareMoon", ameaça arruinar a tranquilidade em Equestria, Twilight, deve fazer amigos em Ponyville como Pinkie Pie, Rarity, Rainbow Dash, Fluttershy e Applejack e derrota-la. Esta geração, tem variados pôneis, ocorrentes nas gerações passadas: os pégasos, unicórnios e pôneis terrestres, tendo novidades: os pôneis de cristal e alicórnios princesas (mistura dos três pôneis), e ao lado de variadas criaturas mitológicas. Uma versão spin-off do filme de 2013, My Little Pony: Equestria Girls, que conta a história, que os humanos, tem relações com suas contrapartes pôneis. Uma outra versão spin-off e reboot de 2020, My Little Pony: Pony Life, com um novo estilo de animação chibi.

#### Playful Ponies
O brinquedo, foi aparece os primeiros pôneis, Playful Ponies, que apareceu na quarta geração. Era os pôneis, Twilight Sparkle, Rainbow Dash, Fluttershy, Pinkie Pie, Applejack e Rarity. Elas tinham o cabelo manejável, uma sela ou um carro pequeno, no qual você pode colocar um pequeno pônei, com animais de estimação. Algumas produções especiais desses pôneis foram, por exemplo, em fevereiro de 2011, Valentine's Day Pinkie Pie ou abril de 2011 Easter Fluttershy. Hasbro queria publicar uma outra produção de Playful Ponies, em março de 2011, mas isso é adiada devido ao terremoto no Japão por um mês. pertencia a esta segunda série de produção Rainbow Dash e Fluttershy, e os novos pôneis Cheerilee e Lily Blossom. Em maio de 2011, a terceira linha, seguido com Reihemit Cupcake, Lulu Luck, Dewdrop Dazzle e Blossomforth, a quarta linha, com Feathermay, Flitterheart, Snowcatcher, TwinkleShine, Honeybuzz e Plumsweet, seguido em julho de 2011.

#### Story Packs
Story Packs, era o nome de uma linha. Eles consistiu de um pônei, um item de maior in-game e vários acessórios. Exclusivo no conjuntos de brinquedos, que continha os pôneis Sweetie Belle, a Apple Bloom, Scootaloo, Star Swirl (apenas na Europa). Assim foi, por exemplo Twilight Sparkle, com um balão, Rainbow Dash, com equipamentos de acampamento, Applejack, com um pequeno caminhão, Pinkie Pie, com um carro de controle remoto ou o Trem Expresso da Amizade.

#### Ride-A longe Ponies
O Ride-Along Ponies, eram versões especiais, parecido como Playful Ponies. A linha de três conjuntos, consistem em um pônei, um veículo e pequenos animais de estimação. Não havia Rainbow Dash, com skate e uma tartaruga, Twilight Sparkle, com scooter e um gato, e Fluttershy, com borboleta e um triciclo.

#### So-Soft Newborn
Estas versões são idênticas em design para as suas homólogas da terceira geração, exceto que elas são corpulentas e são projetadas para se parecer com bebês. Existem sete personagens nesta linha: Sunny Daze, Sweetie Belle, Rainbow Dash, Pinkie Pie, Apple Sprout, Princess Skyla e Spike. Cada um deles inclui uma chupeta ou uma garrafa.

#### Shine Brighton Ponies
O Shine Bright Ponies, a linha de briquedos, se iluminou quando pressionado para baixo da sela do pônei. Eles eram, um pouco maior do que Playful Ponies e tinha peças de móveis. Foram disponíveis, os pôneis Rarity, Pinkie Pie e Rainbow Dash, e com exclusivos da empresa Target Corporation, pôneis Fluttershy, Twilight Sparkle e Princesa Luna.

#### Fashion Style Ponies
O Fashion Style Ponies foram maiores do que aqueles Playful Ponies, tinha um pedaço especial de roupas e vários acessórios.

#### Grimmer Wings Ponies
Inspirado no episódio Arco-Íris Supersônico do desenho animado, a linha foi mostrado nos pôneis Rainbow Dash, Rarity e Ploomette, com equipamentos coloridos, móveis voadores.

#### Pôneis de pelúcia
Várias grandes pôneis de pelúcia, apareceu exclusivamente, nas loja de brinquedos Toys "R" Us. Estes eram, versões modificadas dos pôneis de pelúcia da terceira geração. Exclusivamente como uma parte coletiva do pônei "Storyteller Twilight Sparkle", que contou histórias curtas e três canções ("A Amizade é Mágica", "Winter  Wrap-Up" e uma variação de "A Amizade é Mágica") apareceu na Cooperação alvo equipada.

#### Pôneis surpresas
Na Europa, a 24 pequenos pôneis (21 diferentes e 3 variações espumantes) selados, bolsas não visíveis, estão disponíveis. Nos Estados Unidos apareceu 12 pôneis no exclusivo Toys “R” Us Box-Set.

#### Canterlot
Lançado em 2011, é uma linha que se centra em Canterlot, capital da Equestria, onde vivem as princesas Celestia e Luna. Nos Estados Unidos, foi lançado exclusivamente nas lojas Target, já que a Hasbro tinha um acordo em julho de 2011.

#### Linhas colecionáveis
Na feira de brinquedos International American Fair Toy Fair, Hasbro anunciou planos para lançar vários brinquedos exclusivos para colecionadores. Os personagens representados, foram realmente solicitados pelos fãs do desenho animado e foram lançados em setembro de 2012. Os personagens desta linha incluem uma animação precisa da Princesa Celestia, Nightmare Moon, DJ Pon-3, Lemony Gem, Flower Wishes/Daisy e Zecora.

### Quinta geração (Nova Geração) (2021)
A Hasbro anunciou o início da linha de brinquedo atual chamada "quinta geração" em fevereiro de 2021, com um filme 3D em CG (produzido pela Entertainment One e animado pela Boulder Media) e uma série de televisão subsequente. Ao contrário das mudanças da geração anterior, que geralmente apresentavam um conjunto completamente novo de personagens, a quinta construirá sobre o mundo e as histórias estabelecidas na quarta geração de A Amizade É Mágica, mas incluirá um salto no tempo para introduzir novos personagens e temas. De acordo com Emily Thompson da Hasbro, vice-presidente de gerenciamento de marca global da Entertainment One, a nova linha é destinada à Geração Alfa, que "tem uma inteligência emocional superior e espera muito mais de seu entretenimento"; para tanto, os temas do programa serão voltados para a diversidade e inclusão, mas ainda incluirão acenos e ovos de páscoa para a geração anterior.
O filme e a série se passam algum tempo após o fim de A Amizade É Mágica, onde "a amizade e a harmonia foram substituídas por paranóia e desconfiança" e as várias espécies de pôneis segregaram em suas próprias tribos. Os personagens principais da quinta geração incluem Sunny Starscout (uma pônei terrestre feminino), Izzy Moonbow (uma unicórnio feminino) e Hitch Trailblazer (um pônei terrestre masculino), ao lado dos irmãos pégasos Pipp Petals e Zipp Storm.

## Mídia

### Séries de TV
- Meu Querido Pônei (1986-1987; 1ª geração)
- My Little Pony Tales (1992; 2ª geração)
- Série de filmes (2003-2009; 3ª geração / 3.5ª geração)
- My Little Pony: A Amizade É Mágica (2010-2019; 4ª geração)
- My Little Pony: Pony Life (2020-2021; 4.5ª geração)
- My Little Pony: Make Your Mark (2022; 5ª geração)
- My Little Pony: Tell Your Tale (2022; 5ª geração)

### Websérie
- My Little Pony: Equestria Girls – Digital Series (2017-2019)

### Filmes

#### 1ª geração (anos 80)
- Rescue at Midnight Castle (1984)
- Escape From Catrina (1985)
- Meu Querido Pônei: O Filme (1986)

#### 2ª geração (anos 90)
Sem filmes.

#### 3ª geração (anos 2000)
- Um Doce Natal (2005)
- O Passeio da Princesa (2006)
- Princesa de Cristal: Em Busca do Arco-Íris (2006)
- My Little Pony: A Very Pony Place (2007)
- A Estrela dos Desejos (2009)

#### 4ª geração (anos 2010)
- My Little Pony: Equestria Girls (2013)
- My Little Pony: Equestria Girls – Rainbow Rocks (2014)
- My Little Pony: Equestria Girls – Jogos da Amizade (2015)
- My Little Pony: Equestria Girls – A Lenda de Everfree (2016)
- My Little Pony: O Filme (2017)
- My Little Pony: Equestria Girls – Uma Amizade Pra Ser Lembrada (2018)
- My Little Pony: Equestria Girls – A Montanha-russa da Amizade (2018)
- My Little Pony: Equestria Girls – Pânico nas Férias (2019)
- My Little Pony: Equestria Girls – Festival de Música das Estrelas (2019)
- My Little Pony: Equestria Girls – Aventuras de Fim de Ano (2019)

#### 5ª geração (anos 2020)
- My Little Pony: Nova Geração (2021)

### Especiais
- My Little Pony: Equestria Girls (2017)
- My Little Pony: O Melhor Presente de Todos (2018)
- My Little Pony: Em Busca do Arco-Íris/A Viagem da Rainbow (2019)
- My Little Pony: Make Your Mark (2022)
- My Little Pony: Winter Wishday (2022)

### Curta-metragem
- My Little Pony: Equestria Girls – Summertime Shorts (2017)

### Jogos
- My Little Pony: Friendship Gardens (1998)
- My Little Pony Crystal Princess: The Runaway Rainbow (2006)
- My Little Pony: Pinkie Pie's Party (2008)
- My Little Pony: Twilight Sparkle, Teacher for a Day (2011)
- My Little Pony: A Amizade é Mágica (2012)
- Fighting is Magic (cancelado)
- My Little Pony: World[8] (2022)
- My Little Pony: A Maretime Bay Adventure (2022)

### Quadrinhos
- My Little Pony

- My Little Pony: A Amizade é Mágica (G4 - 2012)
- My Little Pony: A New Generation (G5 - 2022)